# Itasina
Genre
Espèce
Itasina est un  genre monospécifique de plantes à fleurs de la famille des Apiaceae. Il ne contient qu'une seule espèce, Itasina filifolia, qui est une plante herbacée originaire de l'Afrique du Sud.

## Taxonomie
Le genre Itasina, est créé en 1840 par le naturaliste américain Constantine Samuel Rafinesque, spécialement pour  l'espèce Itasina filifolia, initialement décrite en 1794 par le naturaliste suédois Carl Peter Thunberg sous le nom Seseli filifolium au sein du genre Seseli.
Synonymes
- du genre
  - Thunbergiella H. Wolff, 1922[3]

- de l'espèce
  - Seseli filifolium Thunb., 1794 (basionyme)[4]
  - Conium filifolium Vahl, 1794[5]
  - Oenanthe dregeana E.Mey., 1843[6]
  - Sium filifolium Thunb., 1794[6]
  - Thunbergiella filiformis (Walter) H.Wolff, 1922[7]

## Distribution
Le genre Itasina est présent en Afrique du Sud.